# Oumnoghin
Oumnoghin est une localité située dans le département de Bané de la province du Boulgou dans la région Centre-Est au Burkina Faso.

## Démographie
| 2003  | 2006  | 2012 |
| ----- | ----- | ---- |
| 2 118 | 2 383 | -    |

## Santé et éducation
Oumnoghin accueille une maternité isolée tandis que le centre de santé et de promotion sociale (CSPS) le plus proche est celui de Bané et que le centre médical (CM) se trouve Bitou.
Le village possède deux écoles primaires publiques.